# Atalanta Motors

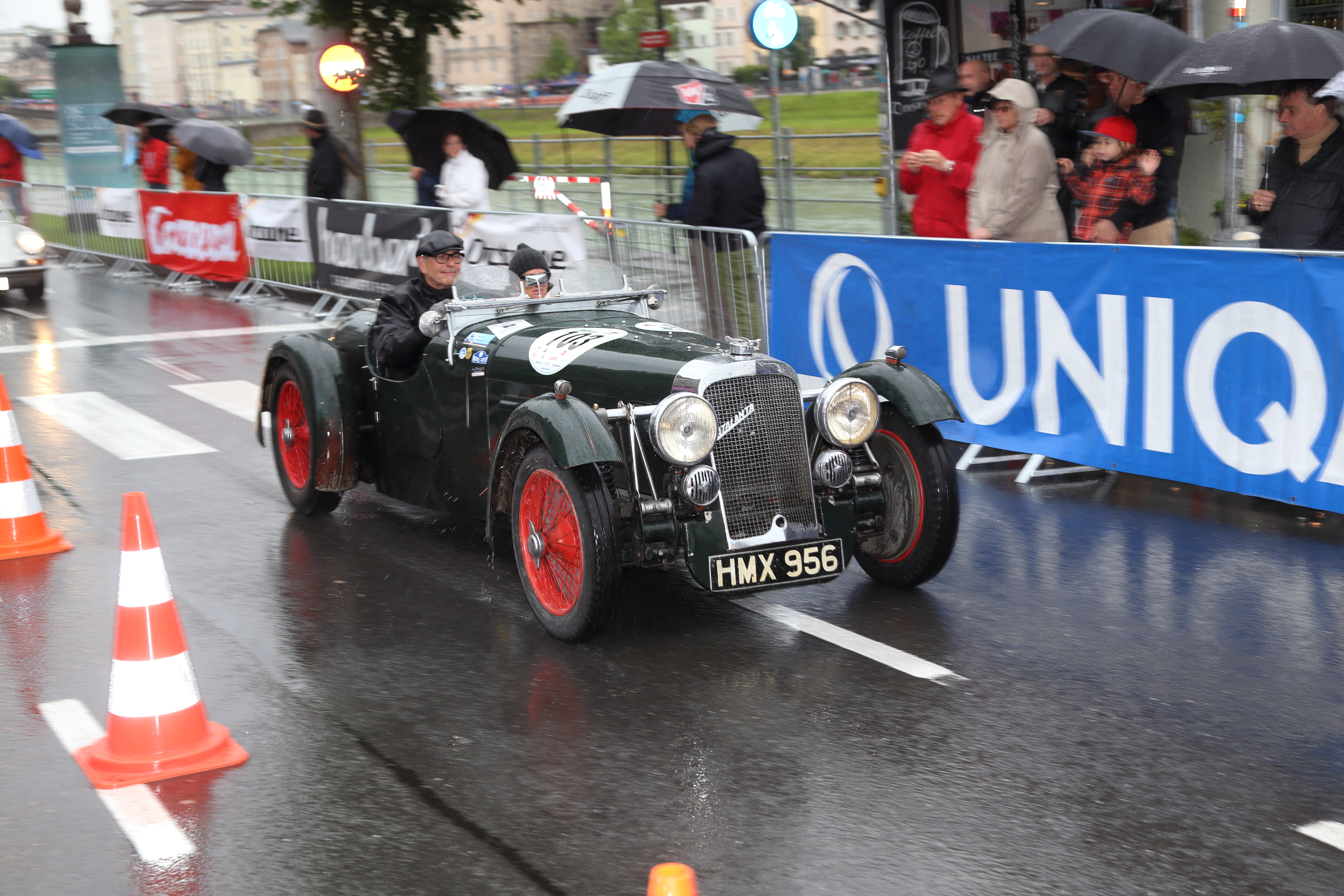
Ein Atalanta am Gaisbergrennen 2013

Die Atalanta Motors Ltd. ist ein ehemaliger britischer Automobilhersteller in Staines (Middlesex), der zwischen 1937 und 1939 sportliche Automobile baute. Der Name geht auf Atalante, eine Figur der griechischen Mythologie, zurück: Atalanta war eine arkadische Jägerin und soll die schnellste Läuferin Griechenlands gewesen sein. Ihr Name ist abgeleitet vom Griechischen atalantos, etwa "im Gleichgewicht". Ein Bezug zu Atalanta Light Cars, der von 1916 bis 1917 Cyclecars herstellte, ist nicht bekannt.

## Unternehmensgeschichte

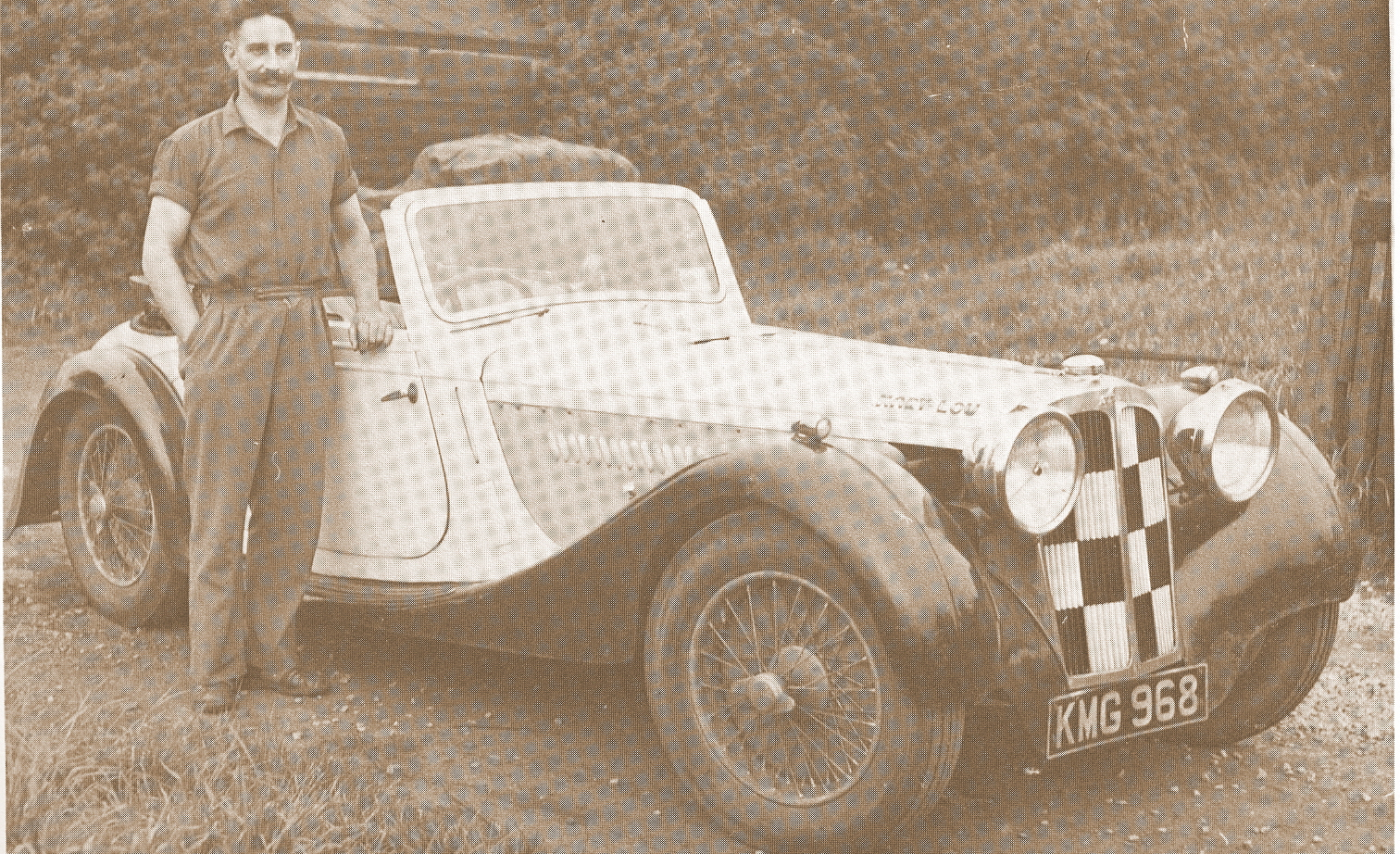
Atalanta V-12 short chassis 2-seater Drop-Head Coupe von Abbotts of Farnham (1939)

Treibende Kraft hinter dem Unternehmen war Alfred Gough, zuvor Chefingenieur bei Frazer-Nash. Für diese Marke hatte er einen Hochleistungs-Vierzylindermotor entwickelt. Nach einem Strategiewechsel verzichtete Frazer-Nash auf diese Konstruktion und setzte stattdessen auf die Lizenzproduktion von BMW-Sportwagen. Gough verließ 1934 das Unternehmen. Mit der Unterstützung von Peter Crosby und Eric Scott, die beide beim Kolbenhersteller Specialloid Pistons gearbeitet hatten, gründete er im Dezember 1936 die Atalanta Motors Ltd. Auf den Namen Atalanta dürfte er gekommen sein, weil ein Rennsportwagen von Frazer-Nash so genannt wurde. Das Unternehmen war mit £ 20.000 finanziert, welche durch eine ganze Reihe von Persönlichkeiten gesichert wurden; darunter die wohlhabenden Rennfahrer Peter Whitehead und Tim Scott wie auch die Rennstallbesitzerin Midge Wilby, die auch selbst Wettbewerbe bestritt.
Für den Atalanta waren bei dessen Erscheinen zwei Versionen von Goughs Vierzylindermotor erhältlich. Das Hochleistungstriebwerk lieferte als 1½-litre 78 bhp (57 kW) und als 2-litre 98 bhp (72 kW); für letzteren war eine Leistungserhöhung durch einen Zentrifugalkompressor möglich. Auch das Fahrgestell war eine Entwicklung von Gough und mit zwei, später drei verschiedenen Radständen lieferbar.
Der Katalog umfasste eine Reihe sehr sportlicher Aufbauten, die alle beim angesehenen Karosseriebauunternehmen Abbott of Farnham in Kleinstserien von Hand hergestellt wurden. Dadurch erhielt der Kunde auch sehr viel Gestaltungsfreiheit in Detailfragen.
Bis zur Fertigstellung einer Werkhalle an der London Road in Staines wurden Fahrzeuge in einem Schuppen hinter der Dorfkneipe Dexter's Cafe an der High Street zusammengebaut. Obwohl der Atalanta offiziell erst 1937 vorgestellt wurde, scheinen erste Fahrzeuge bereits 1936 montiert worden zu sein.
Das ambitionierte Projekt litt vor allem an einem zu wenig zuverlässigen Motor und einem sehr hohen Verkaufspreis.
1938 wurde den Vierzylindern der V-12 zur Seite gestellt, dessen V12-Motor für den US-amerikanischen Lincoln-Zephyr entwickelt worden war und vom Ford-Konzern zugekauft wurde.

### Rennsport

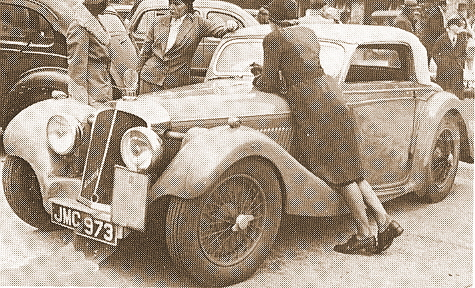
Atalanta 2-litre short chassis 2-seat Fixed Head Coupe von Abbott (1939)

Midge Wilby übernahm drei Atalanta für ihren Rennstall, der damit als halboffizielles Werksteam gelten kann. Zeitgenössische Abbildungen zeigen, dass ihr Fahrzeug ein V-12 Sports war. Daneben gab es je einen 1½-litre (wahrscheinlich ein Coupé) und einen 2-litre Sports mit der Fahrgestellnummer 1011. Team-Farbe war dunkelblau. Eine zweite Fahrerin, Joan Brotchie, sowie Gordon Wilkins fuhren diese Autos gewöhnlich. Atalanta nahm vor allem an nationalen Wettbewerben wie der Rallye Schottland, der RAC-Rallye oder der Welsh Rallye teil. Der erste Wettbewerb mit Beteiligung eines Atalanta waren die Lewes Speed Trials mit dem Privatfahrer G.A.T. Weldon. Die Fachzeitschrift The Autocar nannte diesen Auftritt in einem Bericht vom 18. Juni „eindrücklich“.
Das Team Charles Morrison / Neil Watson nahm mit Wilbys 1½-litre Atalanta am 24-Stunden-Rennen von Le Mans 1938 teil. Der Wagen mit der Startnummer 35 erlitt jedoch in einer Prüfung vor dem Rennen einen Unfall. Im eigentlichen Rennen fiel der Wagen – nach einem guten Start – bereits in der vierten Runde aus, weil die notdürftig vorgenommenen Reparaturen nicht gehalten hatten.
Joan Brotchie siegte an der Rally of Scotland 1939 in der Klasse der geschlossenen Fahrzeuge (wahrscheinlich mit dem 1½-litre). An der Welsh Rallye im gleichen Jahr gewann Atalanta die Teamwertung; Midge Wilby holte gleichzeitig einen Klassensieg.
Der Ausbruch des Zweiten Weltkriegs verhinderte eine längere Rennsportkarriere des Atalanta. Das Fahrzeug besaß viel Potenzial mit seinem hervorragenden Fahrwerk; Schwachpunkt war die mangelnde Zuverlässigkeit des Motors.

## Technik

### Der Gough-Motor
Der ursprünglich verwendete Vierzylindermotor war eine weiterentwickelte Version des Triebwerks, das Gough für Frazer-Nash entworfen hatte. Gough hatte es als Reihenmotor mit einer kettengetriebenen, obenliegenden Nockenwelle, drei Ventilen pro Zylinder (zwei Einlass- und ein Auslassventil wie beim Bugatti), zwei Zündkerzen pro Zylinder und einer Doppelzündung (Magnetzündung und Zündspule) konzipiert. Auf Wunsch war ein zuschaltbarer Zentrifugal--Kompressor erhältlich. Der Motor wurde später vom ehemaligen Inhaber und Chefingenieur von Aston Martin, A. C. Bertelli, überarbeitet. Auch diese Version hatte eine Doppelzündung, aber nur noch je ein Ein- und Auslassventil pro Zylinder. Gleichzeitig wurde möglicherweise der kleinere Motor auf 1650 cm³ vergrößert; mehrere Quellen nennen einen solchen Motor. Zumindest die Version mit 1496 cm³ hatte einen Arnott-Vergaser.

### Der Zephyr V12

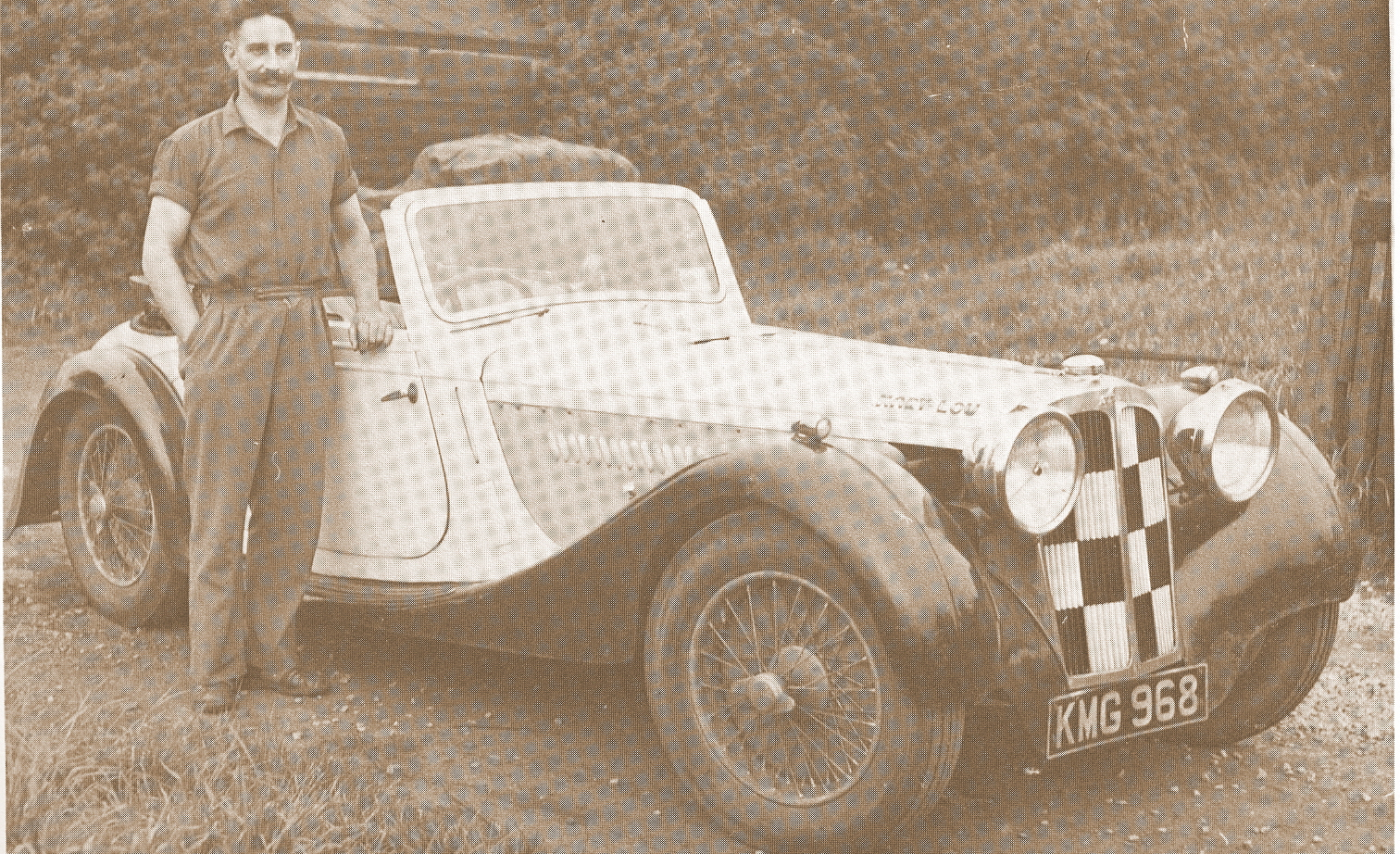
Atalanta V-12 short chassis 2-seat Drop Head Coupe von Abbott (1939)

Der V12 des 1936 vorgestellten Lincoln Zephyr war eine konventionelle Konstruktion, entwickelt mit der Vorgabe, möglichst viele Teile des Ford V8 zu verwenden, um die Herstellungskosten niedrig zu halten. Das eher unsportliche und auf Laufruhe ausgelegte 4,4 Liter-Aggregat war seitengesteuert und hatte einen einfachen Zahnradtrieb zwischen Kurbelwelle und Nockenwelle. Anders als beim Ford mit einem Gabelwinkel von 90° hatte der Zephyr V12 einen solchen von 75°. Es entwickelte 112 bhp (82 kW), die trotz des höheren Gewichts des Grauguss-Motors für sehr ansprechende Fahrleistungen gesorgt haben dürfte. Immerhin hatte das britische Fachmagazin The Motor einen serienmäßigen Lincoln Zephyr mit einer Spitzengeschwindigkeit von 145 km/h gemessen, die Beschleunigung von Null auf 96 km/h (60 mph) absolvierte er in für die Epoche bemerkenswerten 14 Sekunden. Leider hatte der Zephyr V12 nicht den besten Ruf bezüglich Verbrauch und Langlebigkeit; insbesondere neigte er zu Überhitzung.
Selbstverständlich verlangte der schwere Motor Zugeständnisse bezüglich der Fahreigenschaften, bot aber andererseits das Prestige eines Zwölfzylinders zu einem nur unwesentlich höheren Preis als ein vergleichbarer Atalanta 2-litre.

### Motordaten
| Modell      | Zylinder | Ventile | Bohrung × Hub    | Hubraum  | Verdichtung | Leistung        | bei Drehzahl |
| ----------- | -------- | ------- | ---------------- | -------- | ----------- | --------------- | ------------ |
| 1½-litre    | 4 Reihe  | 12      | 69 × 100 mm      | 1496 cm³ | 8 : 1       | 78 bhp (57 kW)  |              |
| 1½-litre    | 4 Reihe  | 8       |                  | 1650 cm³ |             |                 |              |
| 2-litre     | 4 Reihe  | 12      | 75 × 113 mm      | 1996 cm³ |             | 98 bhp (72 kW)  |              |
| 2-litre s/c | 4 Reihe  | 12      | 75 × 113 mm      | 1996 cm³ |             |                 |              |
| V-12        | 12 V     | 24      | 69,85 × 95,25 mm | 4379 cm³ |             | 112 bhp (82 kW) | 3900 min−1   |

### Kraftübertragung
Die Kraft wurde über eine Kardanwelle auf das spiralverzahnte Differential (Übersetzung 3.6 : 1) an der Hinterachse übertragen. Der Kunde hatte die Wahl zwischen einem Warner-Dreigang-Schaltgetriebe mit Overdrive zum 2. und 3. Gang oder einem Cotal-Vorwählgetriebe nach Art der französischen "Grandes Routières".

### Fahrgestell
Auch das Chassis war eine eigene und sehr moderne Konstruktion. Zur Gewichtsreduzierung griff Gough auch auf außergewöhnliche Materialien wie Hiduminium, Elektron, Duraluminium und Magnesium zurück. Das Fahrgestell bestand aus Längsträgern mit Kreuztraversen und Querstreben mit Rundprofil. Es gab sowohl vorn wie hinten eine Einzelradaufhängung mit Schraubenfedern; die vorderen waren vertikal angebracht. Eine ungewöhnliche, hinter dem Kühler geführte Verstrebung verband deren obere Aufnahmen miteinander und trug zur Steifigkeit des Rahmens bei. Die hinteren Federn waren in Längsrichtung des Fahrzeugs liegend angeordnet. Die Stoßdämpfer waren eine Sonderanfertigung von Armstrong, die Stärke der Dämpfung war einstellbar. Atalanta verwendete Drahtspeichenräder der Dimension 18 Zoll.
Atalanta waren mit drei verschiedenen Radständen erhältlich: 2438 mm (Short Chassis), 2743 mm (Long Chassis) und später auch mit 3048 mm für mehrsitzige Versionen des V-12. Die Bremsen von Lockheed wurden hydraulisch betätigt; die selber entwickelten Trommeln aus Elektron hatten einen Durchmesser von 16 Zoll (33 cm).
Der Tank fasste 90,9 Liter.

### Karosserien

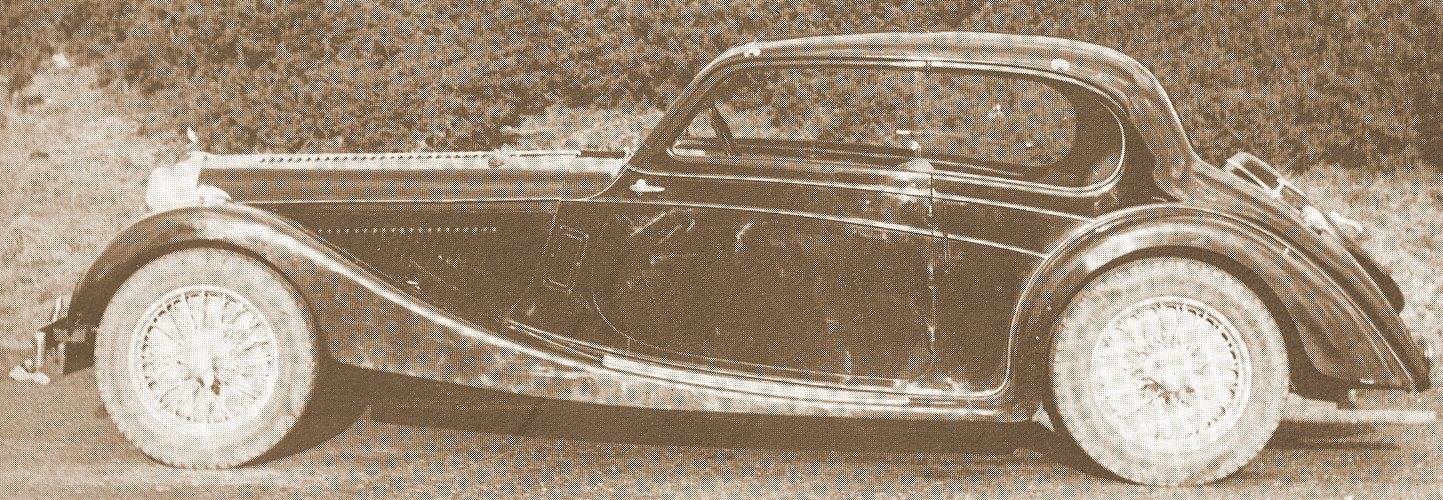
Atalanta V-12 long chassis 2-door Sports Saloon von Abbott (Werkbild, 1939)

Alle Werkskarosserien entstanden bei Abbott of Farnham; aufgeführt wurden:
- Open two seat sports car (zweisitziger Roadster mit ausgeschnittenen Türen und vorderen Kotflügeln im "Motorrad"-Stil)
- Two seat sports tourer (zweisitziger Roadster mit ausgeschnittenen Türen)
- Two door fixed head coupe (zweisitziges Coupé)
- Luxury two door saloon (viersitzige, zweitürige Limousine)
- Two door drop head coupe (viersitziges, zweitüriges Cabriolet)

Ein einzelnes, leider nicht erhaltenes Coupé entstand bei E. Bertelli Ltd. in Feltham (heute London Borough of Hounslow). Enrico Bertelli war der Bruder von A. C. Bertelli und Lieferant der Aston-Martin-Werkskarosserien.
Die Detailausführung wurde mit dem Kunden abgesprochen.

## Preisgestaltung und Produktion

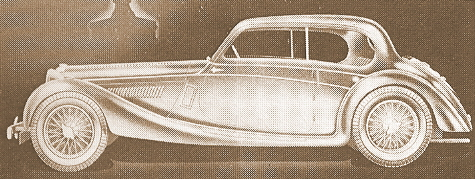
Prospektbild des Atalanta V-12 long chassis 4-seat Saloon von Bertelli (1939)

Trotz der angebotenen Vielfalt entstanden zwischen 1937 und 1939 lediglich etwa 20 Fahrzeuge aller Varianten, nur sieben davon sollen V-12 gewesen sein. Der ausbleibende Erfolg lag am schwierigen wirtschaftlichen Umfeld, aber auch an den sehr hohen Preisen, die für einen Atalanta verlangt wurden; ein vergleichbares Konkurrenzmodell eines Volumenherstellers kostete etwa die Hälfte.
Der V12 war etwa gleich teuer wie die Vierzylinder-Versionen. Das 2 litre Drophead Coupé war das teuerste Modell im Angebot.

## Produktionsende
1939 wurde die Fertigung kriegsbedingt eingestellt. Das Unternehmen wurde jedoch nicht aufgelöst. In den nächsten Jahren firmierte es zunächst unter der Bezeichnung Atalanta Pumps und, nach einem Umzug nach Chertsey (Surrey), unter Atalanta Engineering Ltd. Das Unternehmen war bis mindestens 1993 aktiv, hat jedoch nie wieder Automobile gebaut.

## Modelle
| Modell   | Bauzeitraum | BZylinder | BHubraum | BLeistung       | Bei Drehzahl | BRadstand    |
| -------- | ----------- | --------- | -------- | --------------- | ------------ | ------------ |
| 1½-litre | 1937–1939   | 4 Reihe   | 1496 cm³ | 78 bhp (57 kW)  |              | 2438–2743 mm |
| 2-litre  | 1937–1939   | 4 Reihe   | 1996 cm³ | 98 bhp (72 kW)  |              | 2438–2743 mm |
| V-12     | 1938–1939   | 12 V      | 4379 cm³ | 112 bhp (82 kW) | 3900 min−1   | 2743–3048 mm |

## RGS Atalanta
Nach dem Zweiten Weltkrieg gelang es nicht mehr, die Produktion wieder aufzunehmen. Ab 1950 baute Richard G. Shattock ("RGS") unter der Bezeichnung RGS Atalanta vereinzelte Rennsportwagen auf Atalanta-Chassis mit offenen Fiberglas-Karosserien und Motoren von Jaguar oder Aston Martin. 1953 übernahm er das komplette verbliebene Inventar, weil er vom Konzept des Fahrgestells immer noch überzeugt war. Die Fahrzeuge wurden noch einige zeit als Kit oder fertig verkauft.
Neben RGS Atalanta verfolgten die britischen Rennställe Cooper, HWM, Lister und Tojeiro ein ähnliches Konzept und setzten meist auch auf Jaguar-Motoren.

## Atalanta heute

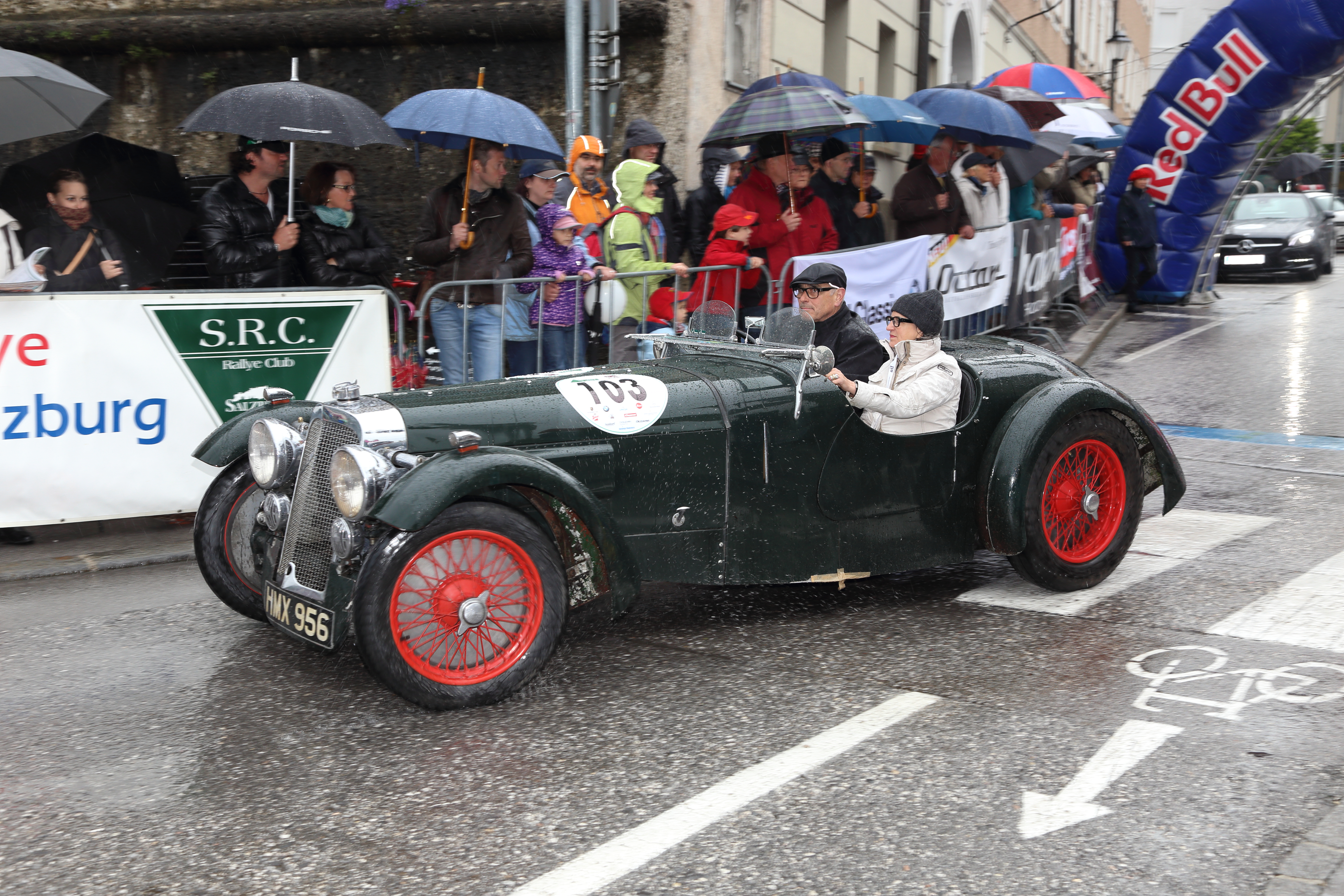
Atalanta am Gaisbergrennen 2013

Etwa zehn Vorkriegs-Atalanta sollen noch existieren. Zumindest einer der Werks-Teamfahrzeuge, ein Zweiliter Roadster auf dem kurzen Chassis, ist erhalten. Dieser hat konventionelle Kotflügel auch vorn. Der beschriebene RGS Atalanta von Richard Shattock stand zum Verkauf.

## Wiederbelebung?
Die Markenrechte liegen heute bei Martyn Corfield. Nachdem er 2009 den einzigen noch existierenden Wisby-Teamwagen, einen 2 litre Roadster, erworben hatte, gelangten weitere Atalanta in seinen Besitz. Er plant die Auflage einer modernen Interpretation des Atalanta und hat dazu eine neue Atalanta Motors in Tipton Staffordshire gegründet, als deren CEO er fungiert. Ein Vorstellungstermin im Frühjahr 2012 konnte offenbar nicht eingehalten werden.